# 岩井善郎
岩井 善郎（いわい よしろう、1949年9月16日 - ） は、日本の機械工学者。トライボロジー専攻で、国立大学法人福井大学理事・副学長や、日本トライボロジー学会副会長を経て、大豊工業取締役、福井大学名誉教授。

## 人物・経歴
1972年福井大学工学部産業機械工学科卒業。1977年京都大学大学院工学研究科博士課程単位取得退学。1978年福井大学工学部産業機械工学科講師。1991年福井大学工学部機械工学科教授。2010年パルメソ取締役。2012年福井大学工学部長・大学院工学研究科長、日本機械学会機素潤滑設計部門長。2013年国立大学法人福井大学理事（研究・国際担当）・副学長。2016年国立大学法人福井大学理事（研究、産学・社会連携担当）・副学長。専門はトライボロジーで、日本トライボロジー学会副会長や、トライボロジー会議2010福井実行委員長も務めた。2016年度日本トライボロジー学会功績賞受賞。2019年福井大学名誉教授、福井大学産学官連携本部特命教授。2020年大豊工業取締役。表面強度評価法の開発などが評価され、2020年第15回福井県科学学術大賞特別賞受賞。